# Delvauxite
La delvauxite è un minerale, un fosfato basico e idrato di ferro trivalente.

## Etimologia
Il nome deriva da J. S. P. J. Delvaux de Feuffe (1782 - 1863), chimico e mineralogista belga.
I primi esemplari rinvenuti vennero denominati delvauxéne dal geologo belga André Dumont. La denominazione attuale risale a Wilhelm Karl von Haidinger (1795 - 1871), geologo e mineralogista austriaco, che nel 1845 ne analizzò vari esemplari.

## Abito cristallino
Essendo un minerale amorfo non presenta alcuna struttura cristallina.

## Origine e giacitura
La genesi è secondaria, in vene minerali o giacimenti di ferro intensamente ossidati. Ha paragenesi con ematite, limonite, vivianite, melanterite, diadochite e pitticite.

## Forma in cui si presenta in natura
Si presenta in concrezioni, stalattiti, masse concrezionate arrotondate e noduli bruno-giallastri, nero-bruni e rossastri .

## Caratteri fisico-chimici
È effervescente in HCl e si disgrega. Al cannello crepita, annerisce e lascia un residuo magnetico.

## Località di ritrovamento
A Berneau, presso Visé, in Belgio; a Železník, in Slovacchia, a Litošice e Nenakovice, nella Repubblica Ceca; a Tollinggraben, nella Stiria, in Austria; sui monti Karatau, in Kazakistan; a Kapunda, nella catena dei Monti Lofty, nell'Australia del Sud.